# از یاد رفته (مجموعه تلویزیونی)
از یاد رفته یک مجموعۀ تلویزیونی ایرانی است که در پاییز ۱۳۹۰ از شبکه یک پخش شد. نویسندگی و کارگردانی این مجموعه بر عهدۀ فریدون حسن‌پور بوده‌است و محمدرضا فروتن، سپیده خداوردی و بهنوش طباطبایی از بازیگران آن هستند.

## خلاصه داستان
داستان این مجموعه تلویزیونی که بر اساس رمانی به نام از یاد رفته به نویسندگی فریدون حسن‌پور نوشته شده داستان مقاومت انسان در برابر شرایط بحرانی را روایت می‌کند. در این داستان زندگی شخصیتهای فیلم طی یک دوره چهل ساله تعریف می‌شود. مرتضی پورامین که جوانی درسخوان بوده، در دهی نزدیک دیلمان گیلان زندگی کرده و در ده او دختری بنام گلرخ نیز زندگی می‌کند. گلرخ دوست دارد با مرتضی ازدواج کند ولی پدر و مادر او به ازدواج رضایت نمی‌دهند، گلرخ با پافشاری بسیار بالاخره آن دو را راضی می‌کند. پدر گلرخ که بیمار بوده، به ازدواج رضایت داده و سپس جان می‌سپارد. گلرخ پس از ازدواج به مرتضی پیشنهاد می‌کند که درس بخواند، مرتضی نیز به رشته پزشکی علاقه داشته و در کنکور سراسری بالاترین رتبه را به دست می‌آورد و در رشته پزشکی دانشگاه علوم پزشکی تهران پذیرفته می شود؛ پس مجبور می‌شود تا هفت سال در تهران درس خوانده و گاهی به خانه خود بازگردد، گلرخ پس از مدتی صاحب پسری به نام علی می‌شود، مرتضی نیز با دختری بنام مینا نادری در تهران آشنا می‌شود…

## بازیگران
- محمدرضا فروتن ابتدا در نقش شمس الله (پدرِ مرتضی پورامین) و سپس در نقش مرتضی پورامین (میانسالی)
- سپیده خداوردی در نقش گلرخ (جوانی)
- عمار آقایی در نقش مرتضی پورامین (جوانی و اوایل ازدواج)
- فاطمه صادقی در نقش گلرخ (میانسالی)
- بهنوش طباطبایی در نقش مینا نادری
- رضا ناجی در نقش کرم
- صادق صفایی در نقش مش رضا
- رضا فیاضی
- حوریه میرمحمدی در نقش معصومه (خواهرِ مرتضی)
- بهمن صادق حسنی در نقش عمو رحیم
- سیاوش چراغی‌پور
- مهدی بوستان‌پور
- آتیه جاوید در نقش مادر گلرخ
- حسین عابدینی در نقش شفیع اسکوئی (دوست مرتضی)
- سیاوش خیرابی در نقش مازیار اسفندیاری (دوست مرتضی)
- محسن افشانی در نقش ارجاسب (دوست مرتضی)
- مهران رجبی در نقش پدر مازیار
- فریبا نادری
- سارا منجزی در نقش سارا
- هومن کیایی
- محمدرضا شریفی‌نیا